# Hans Wilhelm König
Hans Wilhelm König (* 13. Mai 1912 in Stuttgart; † 1991) war ein deutscher SS-Obersturmführer und als Lagerarzt in den Konzentrationslagern KZ Auschwitz und dem KZ Neuengamme tätig.

## Leben
König studierte nach dem Abschluss seiner Schullaufbahn Medizin und absolvierte 1938 ein neunmonatiges Praktikum als Assistenzarzt an der Universitätsklinik Göttingen. Im Juli 1938 heirateten er und Dagmar Kalling (eine Adelige aus Schweden); aus der Ehe gingen drei Kinder hervor. Beim Gesundheitsamt Höxter war König ab November 1939 als Hilfsarzt beschäftigt. In Godelheim (Kreis Höxter) lebte König samt Familie ab Anfang 1941 auf dem Gut Maygadessen. Am 30. März 1943 promovierte König mit einer Dissertation namens Der Einfluß intravenöser Injektionen von Verdauungssäften auf den Blutstatus von Kaninchen unter besonderer Berücksichtigung der perniciösen Anämie an der Universität Göttingen zum Dr. med.
König beantragte am 20. Juni 1939 die Aufnahme in die NSDAP und wurde zum 1. September desselben Jahres aufgenommen (Mitgliedsnummer 7.194.323). Er war ab Mitte Juni 1943 Angehöriger der Waffen-SS und wahrscheinlich zu diesem Zeitpunkt wurde er als Lagerarzt in das Stammlager des KZ Auschwitz beziehungsweise KZ Auschwitz-Birkenau versetzt. Im Frauenlager nahm er auch an Selektionen von Häftlingen für Gaskammern teil, wo diese dann ermordet wurden. König führte zudem pseudomedizinische Elektroschockbehandlungen an kranken weiblichen Häftlingen durch. Ab Spätsommer 1944 wurde König als Nachfolger von Horst Fischer Lagerarzt in Auschwitz-Monowitz. Im Zuge der Evakuierung des KZ Auschwitz gelangte König über das KZ Mittelbau im Januar 1945 in das KZ Neuengamme, wo er erneut als Lagerarzt tätig war.

## Nach Kriegsende
Königs Ehefrau zeigte nach Kriegsende bei den Behörden den Tod ihres Mannes an und zog Ende 1945 mit den gemeinsamen Kindern nach Schweden um. König selbst war bei Kriegsende untergetaucht. Unter dem Pseudonym Dr. med. Ernst Peltz verzog König nach Holtorf (Gemeinde Colnrade) und erhielt dort von britischen Behörden eine Niederlassungsgenehmigung als Landarzt. Nachdem Gerüchte über König kursierten, dass dieser möglicherweise kein Arzt sei, forderte die örtliche Ärztekammer König Anfang der 1960er Jahre auf, entsprechende Unterlagen zum Nachweis seiner Approbation vorzulegen. König (alias Peltz) schloss im April 1962 „gesundheitsbedingt“ seine Praxis und verzog an einen unbekannten Ort.